# Restless Heart Syndrome
«Restless Heart Syndrome» (Síndrome del corazón inquieto) es una canción compuesta por Billie Joe Armstrong para el álbum 21st Century Breakdown de 2009 de la banda Pop Punk Green Day. El tema inicia con el final de Viva La Gloria? (Little Girl) y es la última del 2.º acto del disco llamado Charlatans and Saints.  En esta canción Gloria se siente desesperanzada y perdida, diciendo que tiene "una enfermedad realmente mala" y que la tiene "rogando de manos y rodillas"; también dice que ella es "su propia peor enemiga", cosa que Christian también le dice junto a que "conozca su enemigo", citando a Know Your Enemy, la tercera pista del álbum.
- Datos: Q6106559